# Джоел Велтман
Джоел Велтман (нід. Jöel Veltman, нар. 15 січня 1992, Велзен) — нідерландський футболіст, захисник англійського «Брайтона» та національної збірної Нідерландів.
Джоел є вихованцем «Аяксу», з яким став триразовим чемпіоном Нідерландів, володарем Кубку Нідерландів, дворазовим володарем Суперкубка Нідерландів та фіналістом Ліги Європи УЄФА.

## Клубна кар'єра
Народився 15 січня 1992 року в місті Велзен. Велтман почав футбольну кар'єру в клубі «Еймейден» з різного міста, а 2001 року потрапив в академію амстердамського «Аякса». У квітні 2011 року Джоел, який грав на позиції захисника, підписав з «Аяксом» свій перший професійний контракт. Незадовго до цього, футболіст отримав важку травму — розрив хрестоподібних зв'язок коліна. 12 грудня, оговтавшись від травми, Джоел вперше зіграв за молодіжний склад амстердамців. Всього до кінця сезону він взяв участь ще в 11 іграх «Йонг Аякса».
Велтман дебютував на професійному рівні 19 серпня 2012 року, вийшовши на заміну в матчі Ередивізі з «Неймегеном». Майку з номером «33», в якій футболіст дебютував за «Аякс», він передав своїй колишній команді. У сезоні 2012/13, який став для червоно-білих чемпіонським, Джоел зіграв в семи іграх чемпіонату, а в Кубку Нідерландів він тричі виходив на поле.
У червні 2013 року Велтман продовжив контракт з «Аяксом» до 2017 року.
29 липня 2020 підписав 3-річну угоду з англійським «Брайтоном».

## Виступи за збірні
2009 року дебютував у складі юнацької збірної Нідерландів, взяв участь у 10 іграх на юнацькому рівні, відзначившись одним забитим голом.
2012 року залучався до складу молодіжної збірної Нідерландів. На молодіжному рівні зіграв у 7 офіційних матчах.
19 листопада 2013 року дебютував в офіційних матчах у складі національної збірної Нідерландів в товариській грі проти збірної Колумбії (0:0), відігравши весь матч на рідній «Амстердам-Арені». 
Наступного року потрапив у заявку збірної на чемпіонат світу 2014 року в Бразилії.
Наразі провів у формі головної команди країни 2 матчі.

## Титули і досягнення
- Чемпіон Нідерландів (4):

«Аякс»: 2011–12, 2012–13, 2013–14, 2018–19
- Володар Суперкубка Нідерландів (2):

«Аякс»: 2013, 2019
- Володар Кубка Нідерландів (1):

Аякс: 2018-19
- Бронзовий призер чемпіонату світу: 2014